# Entre nous (singel Chimène Badi)
Entre nous – debiutancki singel Chimène Badi promujący album Entre nous, wydany 13 stycznia 2003 nakładem wytwórni płytowej AZ.
Singel notowany był na 4. miejscu walońskiego zestawienia sprzedaży Ultratop 40 Singles w Belgii, 1. pozycji na tworzonej przez Syndicat national de l’édition phonographique liście Top Singles & Titres we Francji, a także 5. pozycji w zestawieniu Singles Top 75 w Szwajcarii.
Wydawnictwo uzyskało status platynowej płyty we Francji oraz złotej płyty w Belgii. Według danych z sierpnia 2014 odnotowano sprzedaż 584 000 sztuk egzemplarza singla, co plasowało go na 15. miejscu zestawienia najlepiej sprzedających się singli XXI wieku we Francji.

## Lista utworów
- Singel CD[1]

1. „Entre nous” – 3:22
2. „Entre nous” (Version Instrumentale) – 3:03

## Pozycja na liście sprzedaży
| Kraj       | Notowanie (2003)     | Najwyższa pozycja | Certyfikat        |
| ---------- | -------------------- | ----------------- | ----------------- |
| Francja    | Top Singles & Titres | 1                 | - platynowa płyta |
| Belgia     | Ultratop 40 Singles  | 4                 | - złota płyta     |
| Szwajcaria | Singles Top 75       | 5                 |                   |